# 霍姆伍德 (密西西比州)
霍姆伍德（英語：Homewood）是位於美國密西西比州斯科特縣的非建制地區。

## 地理
霍姆伍德所處的海拔為高於海平面145米（即476英呎），而該地所採用的時區為UTC-6，即北美中部時區（CST）。同時該地設有夏令時間，為UTC-6調快一小時，即UTC-5（CDT）。